# Cubispa
Cubispa là một chi bọ cánh cứng trong họ Chrysomelidae.
Chi này được Barber miêu tả khoa học năm 1946.

## Các loài
Chi này gồm các loài:
- Cubispa esmeralda Staines, 2000